# Sonchat Ratiwatana
Sonchat Ratiwatana (tiếng Thái: สนฉัตร รติวัฒน์, phát âm [sǒn.tɕʰàt rá.tì.wát]), nicknamed Ton (ต้น, [tôn]; sinh ngày 23 tháng 1 năm 1982 ở Băng Cốc) là một vận động viên quần vợt chuyên nghiệp đến từ Thái Lan. Năm 2007, Sonchat và người anh em sinh đôi Sanchai Ratiwatana giành được danh hiệu đôi ATP đầu tiên tại Băng Cốc ở nước mình. Trong trận chung kết nội dung đôi Thái Lan Mở rộng, họ đánh bại Michaël Llodra và Nicolas Mahut. Anh đạt được vị trí đôi cao nhất trên thế giới là vị trí số 39 vào ngày 28 tháng 4 năm 2008. Anh và người anh em sinh đôi chơi giải Grand Slam đầu tiên tại Giải quần vợt Úc Mở rộng 2008 khi họ thua vòng một trước Arnaud Clément & Michaël Llodra của Pháp.

## Chung kết sự nghiệp ATP

### Đôi: 3 (2 danh hiệu, 1 á quân)
| Chú thích                         |
| --------------------------------- |
| Grand Slam (0–0)                  |
| ATP World Tour Finals (0–0)       |
| ATP World Tour Masters 1000 (0–0) |
| ATP World Tour 500 (0–1)          |
| ATP World Tour 250 (2–0)          |

| Danh hiệu theo mặt sân |
| ---------------------- |
| Cứng (2–1)             |
| Đất nện (0–0)          |
| Cỏ (0–0)               |

| Danh hiệu theo lắp đặt |
| ---------------------- |
| Ngoài trời (1–0)       |
| Trong nhà (1–1)        |

| Kết quả | T-B | Ngày             | Giải đấu                                          | Thể loại   | Mặt sân  | Đồng đội           | Đối thủ                       | Tỉ số            |
| ------- | --- | ---------------- | ------------------------------------------------- | ---------- | -------- | ------------------ | ----------------------------- | ---------------- |
| Thắng   | 1–0 | tháng 9 năm 2007 | Thái Lan Mở rộng, Thái Lan                        | Quốc tế    | Cứng (i) | Sanchai Ratiwatana | Michaël Llodra Nicolas Mahut  | 3–6, 7–5, [10–7] |
| Thắng   | 2–0 | tháng 1 năm 2008 | Chennai Mở rộng, Ấn Độ                            | Quốc tế    | Cứng     | Sanchai Ratiwatana | Marcos Baghdatis Marc Gicquel | 6–4, 7–5         |
| Thua    | 2–1 | tháng 2 năm 2008 | U.S. National Indoor Tennis Championships, Hoa Kỳ | Intl. Gold | Cứng (i) | Sanchai Ratiwatana | Mahesh Bhupathi Mark Knowles  | 6–7(5–7), 2–6    |

## Thống kê sự nghiệp đôi
| Tournament   | 2006 | 2007 | 2008 | 2009 | 2010 | 2011 | 2012 | 2013 | T-B  |
| ------------ | ---- | ---- | ---- | ---- | ---- | ---- | ---- | ---- | ---- |
| Úc Mở rộng   | A    | A    | V1   | A    | A    | V1   | A    | V1   | 0–3  |
| Pháp Mở rộng | A    | A    | V1   | A    | A    | A    | A    | V1   | 0–2  |
| Wimbledon    | V2   | V1   | V1   | V2   | V3   | V1   | V2   | V2   | 6–8  |
| Mỹ Mở rộng   | A    | A    | 1R   | A    | A    | A    | 1R   | A    | 0–2  |
| Win–Loss     | 1–1  | 0–1  | 0–4  | 1–1  | 2–1  | 0–2  | 1–2  | 1–3  | 6–15 |